# Filip II Philoromaeus
Filip II Philoromaeus (Przyjaciel-Rzymu) lub Barypos (Ciężkostopy) – władca hellenistycznego państwa Seleucydów, syn króla Filipa I Filadelfosa.
Panował krótko nad częścią Syrii w latach 60. I w. p.n.e. Rywalizował ze swym kuzynem Antiochem XIII o względy rzymskiego generała Pompejusza. ten ostatni nie wybrał jednak żadnego z nich, zabijając nawet Antiocha. Zdjęty z tronu Filip przeżył. Jego imię wymieniane było jako przypuszczalny kandydat na męża egipskiej królowej Bereniki IV, siostry Kleopatry w 56 p.n.e. Do małżeństwa nie doszło, Filip został najprawdopodobniej zamordowany przez rzymskiego gubernatora Syrii Aulusa Gabiniusa.
Filip II był tylko nieznaczącym pionkiem w grze rzymskich zdobywców. Na nim zakończyło się jedenaście generacji seleukidzkich królów, bezsprzecznie jednej z najbardziej wpływowych linii władców hellenistycznego świata.